# Jan Rose Kasmir
Jan Rose Kasmir (née en 1950), citoyenne américaine, était lycéenne lorsque le 21 octobre 1967, à Washington (États-Unis), comme près d’un million de personnes, elle prit part aux manifestations massives contre l'implication des États-Unis dans la guerre du Vietnam. Des milliers de pacifistes, manifestant leur indignation, étaient réunis ce jour-là devant le Pentagone. 
C’est alors que Jan Rose Kasmir se détache de la foule et avance seule face aux baïonnettes de la garde nationale et est ainsi photographiée par le célèbre photographe français Marc Riboud. C'est la photo d’une jeune fille tenant une fleur, au regard bienveillant, faisant face à une rangée de soldats qui bloquent l’accès à un bâtiment et pointent leurs fusils équipés de baïonnettes.
Cette photo, La Fille à la fleur, illustre le « pouvoir des fleurs » face à celui des armes. Cela deviendra un symbole bien connu de lutte pour la paix et pour la résistance non violente. D’autant plus que la réponse des soldats fut violente, puisqu’ils n’hésitèrent pas à utiliser des gaz lacrymogènes ainsi qu’à arrêter 681 protestataires.

## Autour de la photographie
Marc Riboud écrit : « Je photographie avec frénésie, la nuit tombe, j’épuise mes films, quand cette jeune fille, seule face aux baïonnettes, dessine avec une fleur le symbole de la jeunesse américaine. Cette photo est la dernière de mon film. » Ce que confirme la visualisation de l'ensemble de la planche-contact. « « Des baïonnettes !, je n’avais jamais vu de baïonnettes ! En fait, je n’avais jamais vu ni d’armes ni même de soldats. La machine de guerre était pour moi une sorte de concept, une abstraction, quelque chose de nuisible et d’inhumain. Et voilà que, en face de moi, ce sont des gens ! Des garçons à peine plus âgés que moi », racontera cette femme, alors âgée, au moment de la photographie, de 17 ans.
Michael Kazin (en), professeur d’histoire à l'université de Georgetown, dit que l’une des raisons de la célébrité de cette photo est le fait qu’elle représente un effort de discussion avec les soldats, de persuasion de les rallier à leur cause.
Jan Kasmir est devenue kinésithérapeute et vit depuis 2001 à Aarhus, au Danemark, avec sa fille, Lisa Ann, et son mari danois. « Je reste une vieille hippie qui se fond dans la masse, comme Superman, dont la cape est cachée dans le placard. », dit-elle aussi.
Plus de trente ans après la fameuse manifestation, un journal français a recherché Kasmir et en février 2003 Marc Riboud l'a suivie, à Londres, à une manifestation contre la guerre en Irak. Elle a pris avec elle une copie de la photographie de 1967 et Marc Riboud l'a photographiée de nouveau.